# Hamm (Észak-Rajna-Vesztfália)
Hamm város Németországban, Észak-Rajna-Vesztfália tartományban, a Lippe folyó két partján, Dortmundtól kb. 30 km-re északkeletre. A Ruhr-vidék legkeletibb városa. Lakossága 181 ezer fő volt 2013-ban.

## Gazdaság
Gazdaságában a legfontosabb iparágak a bányászat, acélipar, autóalkatrész-gyártás. Híres a sörfőző üzemeiről. Itt van Németország egyik legnagyobb rendező-pályaudvara. A Datteln-Hamm csatornán folyami csatornakikötő épült.

## Kultúra, turizmus

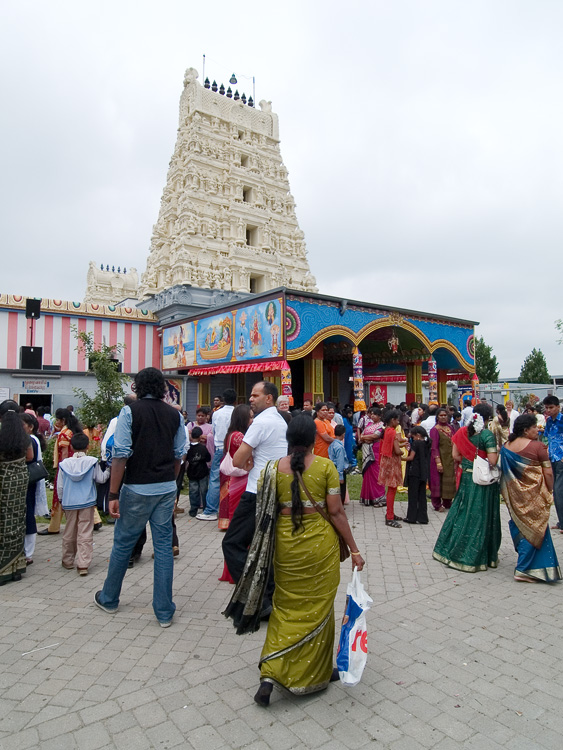
A hindu Sri Kamadchi Ampal templom ünnep idején

Sokan keresik fel gyógyfürdőjét (Heilbad Hamm) amelynek sós vize kiváló reuma és ízületi bántalmak kezelésére.
2002-ben felavatott hindu temploma (Sri Kamadchi Ampal) a legnagyobb az országban és a legnagyobb dravida stílusú hindu templom Európában.
Zeneiskolája az egyik legrégebbi az országban.

## Közlekedés

### Közúti közlekedés
A várost érinti az A1-es és A2-es autópálya.

## Fordítás
Ez a szócikk részben vagy egészben  a   Hamm című német Wikipédia-szócikk fordításán alapul.  Az eredeti cikk szerkesztőit annak laptörténete sorolja fel. Ez a jelzés csupán a megfogalmazás eredetét és a szerzői jogokat jelzi, nem szolgál a cikkben szereplő információk forrásmegjelöléseként.